# Paranguilla tigrina
Paranguilla tigrina è un pesce estinto appartenente agli anguilliformi. Visse nell'Eocene medio (circa 50 milioni di anni fa) e i suoi resti fossili sono stati ritrovati in Italia, nel ben noto giacimento di Monte Bolca.